# Kosmos 2379
Kosmos 2379, ruski satelit sustava ranog upozorenja o raketnom napadu iz programa Kosmosa. Vrste je Prognoz (Oko-1 br. 7124).
Lansiran je 24. kolovoza 2001. godine u 20:35 s kozmodroma Bajkonura (Tjuratam) u Kazahstanu. Lansiran je u geostacionarnu orbitu oko planeta Zemlje raketom nosačem Proton-K/DM-2 8K72K. Orbita mu je 35.767 km u perigeju i 35.802 km u apogeju. Orbitna inklinacija mu je 1,52°. Spacetrackov kataloški broj je 26892. COSPARova oznaka je 2001-037-A. Zemlju obilazi u 1436,01 minutu. Pri lansiranju bio je mase kg. 
Za otkriti ispaljene projektile iz SAD, satelit ima mrežu detektora osjetljivih na toplin. Prema moskovskom Kommersantu, ova skupina geosinkronih satelita pripada skupini US-KMO, također znana kao Prognoz, dok visoko eliptični komplement pripada skupini US-KS, također znanoj kao Oko. Obijema su suplementi radari bazirani na tlu, njih oko osam. Longituda parkiranja nije poznata.
Glavno tijelo je u orbiti. Dva su se dijela satelita vratila u atmosferu, a jedan blok ostao je u geostacionarnoj orbiti, te nekoliko dijelova u geostacionarnoj transfernoj orbiti.

## Vanjske poveznice
- N2YO.com Search Satellite Database
- Celes Trak SATCAT Format Documentation (engl.)
- Kunstman  Arhivirana inačica izvorne stranice od 12. kolovoza 2019. (Wayback Machine) Satellites in Orbit (engl.)